# Nicejska veroizpoved
Nicejska veroizpoved je bila zapisana po Prvem nicejskem koncilu leta 325, ki je bil tudi prvi ekumenski koncil.
Nicejske veroizpovedi ne gre zamenjevati z bolj znano Necejsko-carigrajsko veroizpovedjo, ki je bila objavljena po Prvem carigrajskem koncilu in jo tudi pogosto imanujejo nicejska veroizpoved. Tukaj opisano veroizpoved za razliko od kasnejših priznavajo tudi vse staroorientalske cerkve. S tem je ta veroizpoved najbolj priznana krščanska veroizpoved, čeprav dejansko ne igra nobene vloge v veroizpovedni praksi tistih cerkva, ki priznavajo tudi nicejsko-carigrajsko veroizpoved.

## Zgodovinsko ozadje
S priznanjem enega bistva Kristusa in Boga očeta se je prvi nelokalni koncil v cerkveni zgodovini opredelil proti arijanizmu, katerega nauk je zavrnil tudi koncil v Niceju. Kaseje so Nicejsko veroizpoved pogosto imenovali tudi vera 318 svetih očetov (318 škofov, ki se je udeležilo prvega koncila v Niceju naj bi se ujemalo s številom služabnikov, s katerimi je Abraham zapustil domovino). Kasnejše krščanske veroizpovedi so bile oblikovane na osnovi Nicejske veroizpovedi in se z njo ujemajo v vsebinskih načelih kot tudi po zunanji obliki. 
Na Efeškem koncilu leta 431 je bilo besedilo Nicejske veroizpovedi izrecno potrjeno z ukazom, da se ga ne sme spreminjati.

## Besedilo
| Verujem v enega Boga, Očeta vsemogočnega, stvarnika vseh vidnih in nevidnih stvari. In v enega Gospoda Jezusa Kristusa, sina božjega, edinega iz Očeta rojenega, pomeni: enega bistva z Očetom, ki je Bog od Boga, luč od luči, pravi Bog od pravega Boga, rojen, ne ustvarjen, enega bistva z Očetom (homoousios tou patri); po katerem je vse nastalo, kar je v Nebesih in na zemlji; ki je zaradi nas ljudi in zaradi našega zveličanja prišel iz Nebes in se utelesil, postal človek, trpel in tretji dan od mrtvih vstal , odšel v Nebesa, od koder bo prišel sodit žive in mrtve; In v Svetega Duha. Tisti pa, ki pravijo, da „je bil čas, ko ga ni bilo“ in „ni ga bilo preden je bil rojen“, in nastal je iz nebitja, ali, ki pravijo, da je Božji Sin nastal iz druge hipostaze ali bitja, ali, da je ustvarjen ali zamenljiv ali spremenljiv, te katoliška cerkev preklinja. [pravilneje: proti tem katoliška cerkev izreka anatemo] |

Današnji prevodi in latinska verzija vsebujejo besedo vrojen ali edinorojen, unigenitum, glede na to, da prihaja beseda γενή iz besede γενναω tj. rojen. V starejših prevodih, natančneje v latinskih manuskriptih nove zaveze μονογενή prevajajo kot unicus, edinstven, tako da ostaja prabesedilo večznačno.  

## Spletne povezave
- Grško besedilo